# 鳥取県道・島根県道1号溝口伯太線
鳥取県道・島根県道1号溝口伯太線（とっとりけんどう・しまねけんどう1ごう みぞくちはくたせん）は、鳥取県西伯郡伯耆町から島根県安来市に至る主要地方道（鳥取県道・島根県道）である。

## 概要

### 路線データ
- 起点：鳥取県西伯郡伯耆町溝口・溝口インター入口交差点（国道181号（国道183号・国道482号重複）・鳥取県道45号倉吉江府溝口線交点）
- 終点：島根県安来市伯太町東母里
- 総延長：20.2 km[要出典]

## 歴史
- 2005年（平成17年）7月1日 - 鳥取県告示第536号により鳥取県西伯郡伯耆町溝口（溝口インター入口交差点 - 溝口交差点）の経路が国道181号経由に変更される[1]。

## 路線状況

### 重複区間
- 鳥取県道45号倉吉江府溝口線（西伯郡伯耆町溝口・溝口インター入口交差点 - 西伯郡伯耆町溝口・溝口交差点）
- 国道181号・国道183号・国道482号（西伯郡伯耆町溝口・溝口インター入口交差点 - 西伯郡伯耆町溝口・鬼守橋（きもりはし）交差点）
- 鳥取県道160号福頼市山伯耆大山停車場線（西伯郡南部町市山）
- 鳥取県道316号米子岸本線（西伯郡南部町天万・天万橋西詰交差点 - 西伯郡南部町天万・円山団地入口交差点）
- 国道180号南部バイパス（西伯郡南部町清水川 - 西伯郡南部町阿賀・阿賀交差点）

## 地理

### 通過する自治体
- 鳥取県
  - 西伯郡伯耆町 - 西伯郡南部町 - 西伯郡伯耆町 - 西伯郡南部町
- 島根県
  - 安来市

### 交差する道路
| 交差する道路                                                                                                 | 都道府県名 | 市町村名 | 市町村名 | 交差する場所         | 交差する場所                     |
| --- | ---------- | -------- | -------- | -------------------- | -------------------------------- |
| 国道181号 重複区間起点 国道183号 重複区間起点 国道482号 重複区間起点 鳥取県道45号倉吉江府溝口線 重複区間起点 | 鳥取県     | 西伯郡   | 伯耆町   | 溝口                 | 溝口インター入口交差点 / 起点    |
| 鳥取県道45号倉吉江府溝口線 重複区間終点                                                                      | 鳥取県     | 西伯郡   | 伯耆町   | 溝口                 | 溝口交差点                       |
| 国道181号 重複区間終点 国道183号 重複区間終点 国道482号 重複区間終点                                         | 鳥取県     | 西伯郡   | 伯耆町   | 溝口                 | 鬼守橋（きもりはし）交差点       |
| 鳥取県道46号日野溝口線                                                                                       | 鳥取県     | 西伯郡   | 伯耆町   | 宇代                 |                                  |
| 鳥取県道160号福頼市山伯耆大山停車場線 重複区間起点                                                           | 鳥取県     | 西伯郡   | 南部町   | 市山                 |                                  |
| 鳥取県道160号福頼市山伯耆大山停車場線 重複区間終点                                                           | 鳥取県     | 西伯郡   | 南部町   | 市山                 | 会見農村環境改善センター前交差点 |
| 鳥取県道316号米子岸本線 重複区間起点                                                                         | 鳥取県     | 西伯郡   | 南部町   | 天万                 | 天万橋西詰交差点                 |
| 鳥取県道316号米子岸本線 重複区間終点                                                                         | 鳥取県     | 西伯郡   | 南部町   | 天万                 | 円山団地入口交差点               |
| 国道180号 重複区間起点                                                                                       | 鳥取県     | 西伯郡   | 南部町   | 清水川               |                                  |
| 国道180号 重複区間終点                                                                                       | 鳥取県     | 西伯郡   | 南部町   | 阿賀                 | 阿賀交差点                       |
| 島根県道・鳥取県道9号安来伯太日南線 島根県営広域営農団地農道安能地区 / 安能広域農道                          | 島根県     | 安来市   | 安来市   | 伯太町東母里（もり） | 終点                             |

### 沿線
- とっとり花回廊